# コーバス・レーサー540

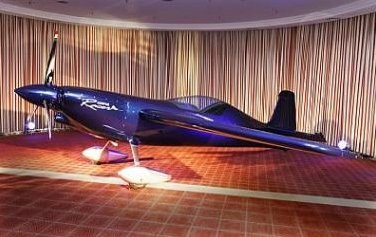
コーバス・レーサー540
CIAF 2012
- 用途：曲芸飛行用単葉機
- 製造者： ハンガリー コルバス・ハンガリー
- 運用者：ピーター・ベゼネイ
- 初飛行：2010年2月
- 生産数：1

コーバス・レーサー540（Corvus Racer 540）は、ハンガリーのコルバス・ハンガリーによって生産された、単座型、低翼、曲芸飛行用の航空機である。

## デザインおよび開発
コーバス・レーサーの設計は、2007年にコルバス・ハンガリーがレッドブルと契約して、特にエアレース用に設計されたピーター・ベゼネイ用の新しい飛行機を開発する際に開始された。Andras Voloscsukとハンガリー航空大学によって設計された 。
ベゼネイは、既存のエンジンの出力を向上させることが限られた成功を収めた後、機体に集中して抗力を低減し、空力効率を改善することに決めた。
開発エンジニアリングの時間は2年間で15,000時間を超えた。その結果、重いエンジンによって潜在的に妨げられていたが、 "非常にいい、コントロールしやすい"飛行機だった。
コーバス・レーサー540は、2009年4月のドイツのAERO Friedrichshafenショーで初めて登場した。
カナダのオンタリオ州ウィンザーにあるレッドブル・エアーレースで、2010年2月に初飛行テストを行い、2010年6月にレースデビューを果たした 。
ベゼネイはコーバス・レーサー540を使用し、ウィンザーで10位,、ニューヨークで8位,、Lausitzで9位となった 。
残念なことに、2010年レースシリーズの第7回と第8回レースはキャンセルされ、その後シリーズが中断されたためデザインのさらなる開発の動機付けが減った。

## 仕様
出典: Corvus Aircraft website
諸元
- 乗員: 1
- 定員: 1
- 全長: 6.571m
- 全高: 2.5m
- 翼幅: 7.4m
- 運用時重量: 685kg
- 動力: Lycoming AEIO-540（英語版） 6気筒空冷式水平対向ピストンエンジン、 （325hp）   × 1

性能
- 超過禁止速度: 450 km/h
- 巡航速度: 310 km/h